# Kubah Makam Di Raja

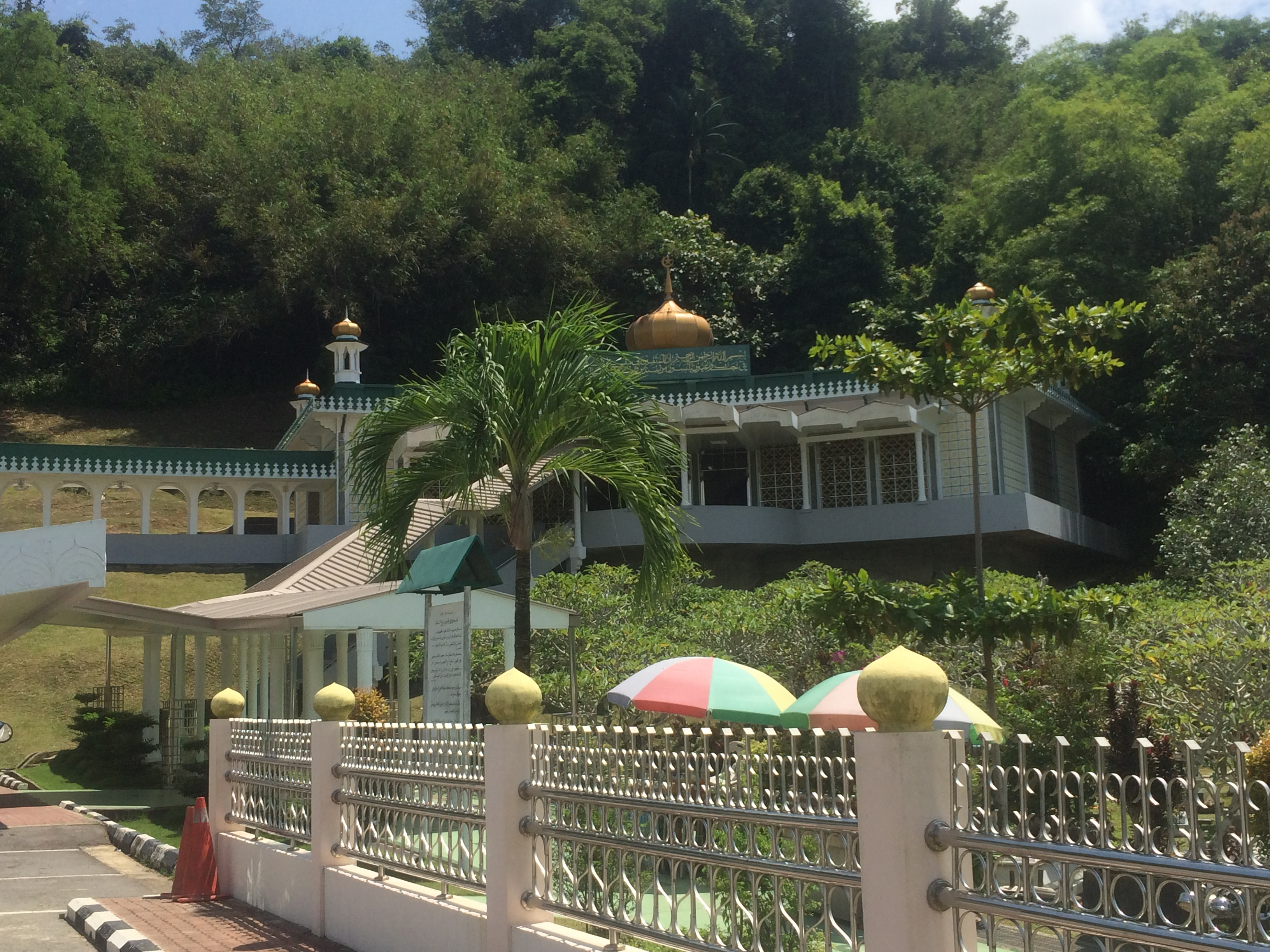
Königliches Mausoleum Brunei.

Kubah Makam Diraja Brunei (malaiisch: Mausoleum der Rajas von Brunei, engl.: Royal Brunei Mausoleum) ist das königliche Mausoleum von Brunei bei Jalan Tutong, Bandar Seri Begawan, Brunei. Das Mausoleum ist ein Komplex mit den Gräbern einer Reihe von Sultanen von Brunei sowie weiteren Angehörigen der königlichen Familie. Das älteste Grab stammt von Omar Ali Saifuddin I. (gest. 1795). Im Mausoleum befindet sich auch das Batu Tarsilah, eine Steintafel mit der Genealogie der Sultane von Brunei. Die Tafel steht in der Nähe des Grabsteins von Sultan Muhammad Jamalul Alam I. In dem Gebäudekomplex vereinigen sich verschiedene architektonische Stile: islamisch, malaiisch und modern.

## List der Gräber

### Gräber der Sultane von Brunei
Vier Sultane wurden in dem Dom des Hauptgebäudes beigesetzt: Hashim Jalilul Alam Aqamaddin (1885–1906), Muhammad Jamalul Alam II. (1906–1924), Ahmad Tajuddin Akhazul Khairi Waddien (1924–1950) und Omar Ali Saifuddien Sa'adul Khairi Waddien III. (1950–1967, gest. 1986).
Außerhalb des Hauptdomes liegen die Gräber von weiteren sechs Sultanen in jeweils eigenen Mausoleen:
- Omar Ali Saifuddin I. (gest. 1795).
- Muhammad Tajuddin (gest. 1807).
- Muhammad Jamalul Alam I. (gest. 10. Mai 1804).
- Muhammad Kanzul Alam (gest. 10. Mai 1826).
- Omar Ali Saifuddin II. (gest. 10. Mai 1852).
- Abdul Momin (gest. 30. Mai 1885).

### Gräber der Hauptfrauen

#### Im Hauptdom
- Raja Isteri Pengiran Anak Siti Fatimah binti Pengiran Tua Omar Ali, Hauptfrau von Muhammad Jamalul Alam II. (gest. 7. März 1947)
- Raja Isteri Pengiran Anak Damit binti Pengiran Bendahara Pengiran Anak Abdul Rahman, Hauptfrau von Sultan Omar Ali Saifuddin III. (gest. 13. September 1979)

#### Außerhalb des Hauptgebäudes
- Raja Isteri Pengiran Anak Siti Khadijah binti Sultan Omar Ali Saifuddin II., Hauptfrau von Abdul Momin (gest. 31. Dezember 1875)

### Mitglieder der königlichen Familie

#### Im Hauptgebäude
- Pengiran Muda Besar Pengiran Omar Ali Saifuddin ibni Al-Marhum Sultan Hashim Jalilul Alam Aqamaddin
- Pengiran Di-Gadong Pengiran Anak Kamis ibni Sultan Hashim Jalilul Alam Aqamaddin
- Pengiran Anak Siti Rauyah binti Sultan Hashim Jalilul Alam Aqamaddin
- Pengiran Anak Mohammad Salleh ibni Sultan Hashim Jalilul Alam Aqamaddin
- Pengiran Anak Sabtu ibni Sultan Hashim Jalilul Alam Aqamaddin
- Pengiran Anak Safar ibni Sultan Hashim Jalilul Alam Aqamaddin
- Pengiran Anak Puteri Hajah Besar binti Sultan Muhammad Jamalul Alam II.
- Pengiran Anak Puteri Tengah binti Sultan Muhammad Jamalul Alam II.
- Pengiran Anak Tinggal binti Sultan Muhammad Jamalul Alam II.
- Pengiran Bendahara Pengiran Anak Abdul Rahman ibni Pengiran Muda Besar Omar Ali Saifuddin (gest. 27. September 1943)
- Pengiran Bendahara Pengiran Muda Haji Muhammad Hashim ibni Pengiran Bendahara Pengiran Anak Abdul Rahman
- Pengiran Pemancha Pengiran Anak Mohammad Alam ibni Pengiran Bendahara Pengiran Anak Abdul Rahman (gest. 14. Dezember 1982)
- Pengiran Babu Raja Pengiran Anak Hajah Besar binti Pengiran Anak Haji Metassan (gest. 16. Oktober 2016)[1]
- Pengiran Temenggong Sahibul Bahar Pengiran Haji Mohammad bin Pengiran Abdul Rahman Piut
- Pengiran Seri Maharaja Pengiran Anak Omar Ali ibni Pengiran Bendahara Pengiran Anak Abdul Rahman
- Pengiran Jaya Negara Pengiran Haji Abdul Rahman ibni Pengiran Haji Abdul Rahim (gest. 25. November 2002)

#### Außerhalb des Hauptgebäudes
- Pengiran Anak Datin Hajah Siti Saerah binti Sultan Ahmad Tajuddin
- Pengiran Anak Hajah Siti Halimah binti Sultan Ahmad Tajuddin

### Gräber von Würdenträgern
- Ismail bin Omar Abdul Aziz – Bruneis erster Staatsmufti (gest. 1994)